# Alexander Adolfowitsch Guchman
Alexander Adolfowitsch Guchman (russisch Александр Адольфович Гухман; * 5. Februarjul. / 17. Februar 1897greg. in Baku; † 1991 in Moskau) war ein sowjetischer Physiker und Hochschullehrer.

## Leben
Guchmanns Vater Adolf Arkadjewitsch Guchman (1870–1914, Maschinenbauingenieur aus Masyr) war Geschäftsführer des Erdöl-Werks der Kaspisch-Schwarzmeer-Gesellschaft in der Weißen Stadt am Rande Bakus, Vizegeschäftsführer der Baku-Abteilung der Kaspisch-Schwarzmeer-Gesellschaft, Mitglied des Rats der Baku-Abteilung der Kaiserlich Russischen Technischen Gesellschaft, Leitungsmitglied der jüdischen Gemeinde Baku und Gründer der Baku-Filiale der Gesellschaft für Aufklärung der Juden. Der Prozess gegen Adolf Michailowitsch Fleigl und Adolf Arkadjewitsch Guchman wegen der Ölbrandkatastrophe fand im Mai 1902 statt.
Guchman studierte am Petrograder Polytechnischen Institut mit Abschluss 1921.
Guchman gehörte zu den Gründern des 1927 eröffneten Zentralen Polsunow-Kesselturbinen-Forschungsinstituts in Leningrad.
In den 1930er Jahren arbeitete Guchman im Leningrader Physikalisch Technischen Institut. Er lehrte und wurde 1934 zum Professor ernannt. Während des Großen Terrors wurde er 1937 verurteilt und nach Alma-Ata verbannt.
Nach der Rückkehr aus der Verbannung wurde Guchman 1941 zum Doktor der physikalisch-mathematischen Wissenschaften promoviert. Er leitete nun den Lehrstuhl für Thermodynamik und Wärmeübertragung des Moskauer Instituts für Chemie-Maschinenbau (MIChM). Auch hielt er Vorlesungen am Moskauer Luftfahrtinstitut (MAI). Zusammen mit Michail Wiktorowitsch Kirpitschow untersuchte Guchman die Ähnlichkeit physikalischer Prozesse und fand hinreichende Kriterien für die Ähnlichkeit, die die theoretische Basis für die physikalische Modellierung technischer Prozesse bildeten. Eine für die Wärmeübertragung wichtige dimensionslose Kennzahl trägt Guchmans Namen (Guchman-Zahl, Gukhman criterion). Diese Arbeiten zur Ähnlichkeitstheorie wurden von Samson Semjonowitsch Kutateladse fortgeführt. Daneben wurde Guchman durch seine Axiomatik der Thermodynamik ohne Rückgriff auf die Statistische Mechanik bekannt. Guchman wurde als Verdienter Wissenschaftler und Techniker der RSFSR geehrt.
Eine Cousine Guchmans war die Germanistin Mirra Moissejewna Guchman.
Guchmans Asche wurde im Kolumbarium des Donskoi-Friedhofs beigesetzt.